# Tex-mex (keuken)

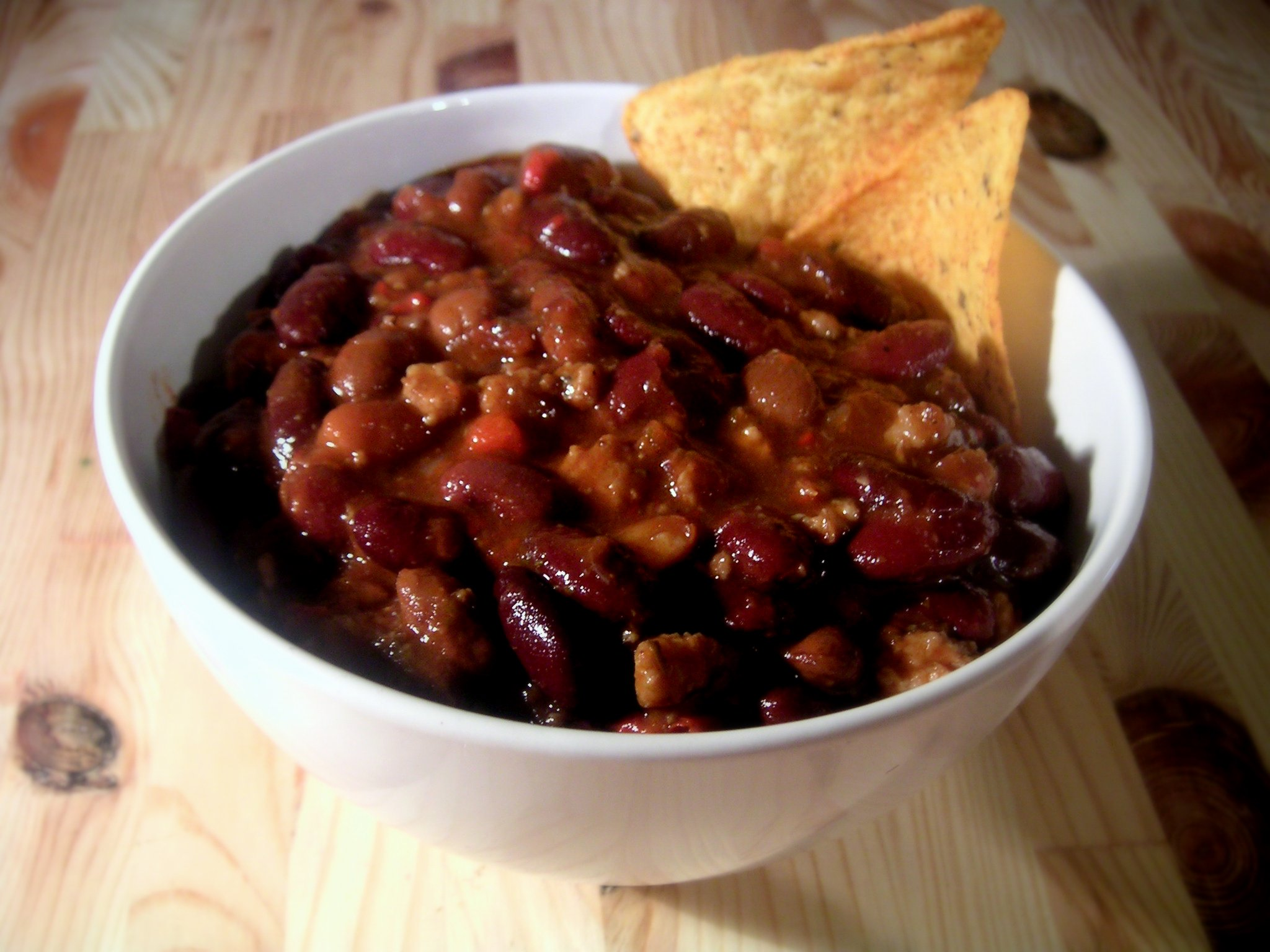
Chili con carne

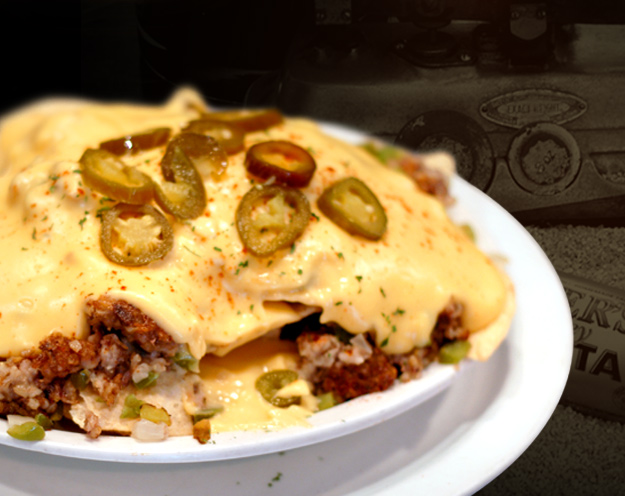
Nacho's

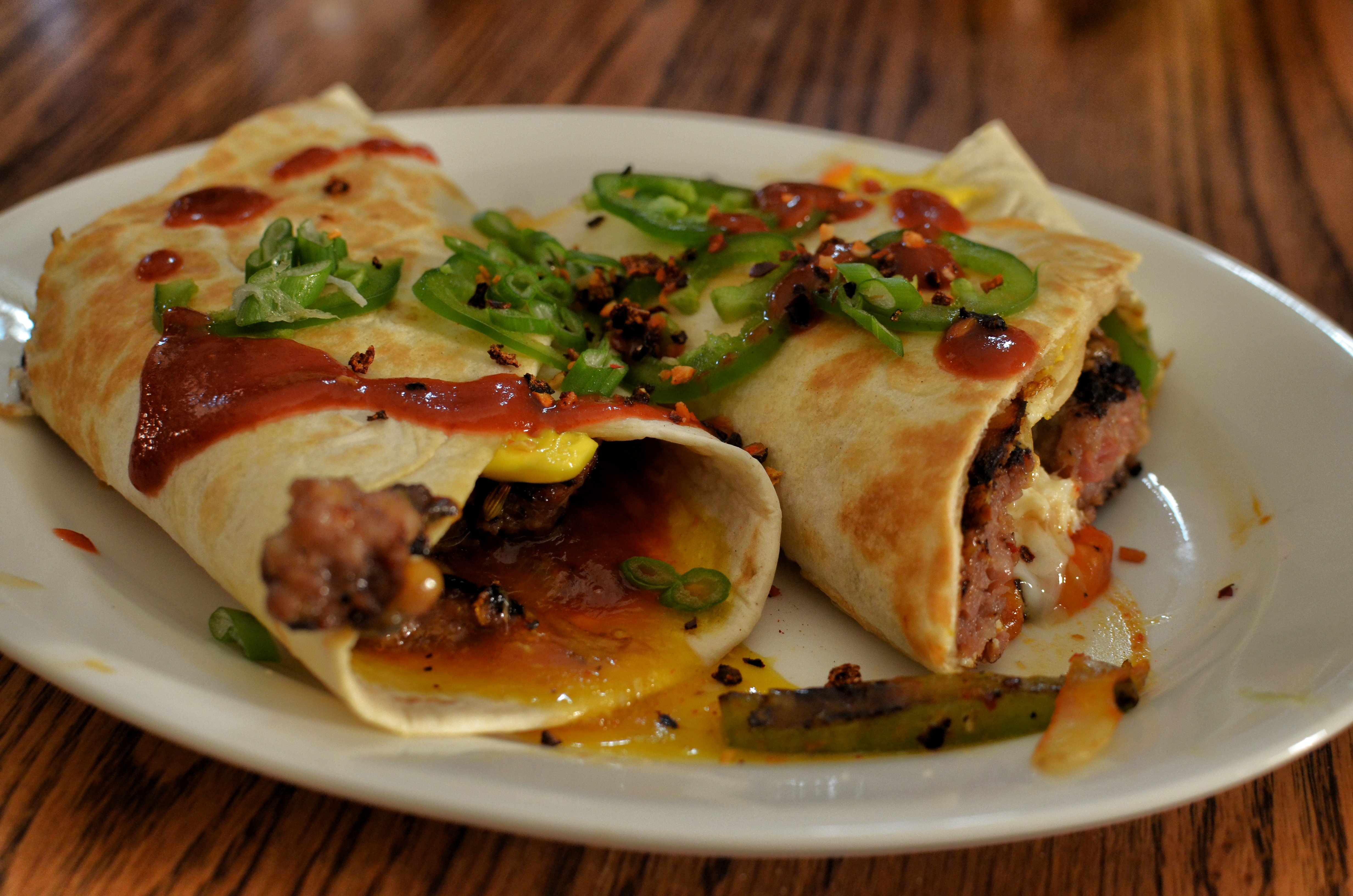
Burrito's

Tex-mex is de omschrijving van de Texaans-Mexicaanse keuken.

## Ingrediënten
De tex-mex-keuken gebruikt een heel assortiment aan ingrediënten en specerijen. Een greep:
- bonen
- rundvlees
- maïs
- tomaten
- rijst
- chilipepers
- uien
- zwarte peper
- chipotle

## Karakter
De tex-mex-keuken valt op door zijn pikante karakter. Nochtans heeft ze verschillende milde gerechten, zoals guacamole (op basis van avocado). Over het algemeen is men kwistig met kruiden, zoals koriander, komijn en chili.

## Gerechten
- Burritos
- Chili con carne
- Enchilada
- Fajitas
- Guacamole
- Nacho's
- Pollo carmelita
- Taco
- Tamales
- Texas Hash
- Tortillas